# Висарион Сарај
Висарион Сарај (крштено име Никола) је православни новомученик и светитељ из 18. века.
Рођен је 1714. године у месту Мајдан у Босни, од родитеља Максима и Марије. Када је напунио осамнаест година отишао је у Свету земљу. Тамо се замонашио у манастиру Светог Саве Освећеног и узео монашко име Висарион. По повратку из Свете земље, посетио је манастире Свете Горе. Након тога у манастиру Пакра служио је као јерођакон седам година. Ту је био рукоположен и у чин јеромонаха.
Године 1742. патријарх Арсеније IV Јовановић Шакабента (1726—1748), послао га је у Банат и Трансилванију да тамо својим проповедима подржи православне у одупирању унијатском притиску. Путовао је од места до места и свуда проповедима подржавао православне да буду истрајни. Често је у многима од њих дочекиван великим народним литијама, упаљеним свијећама, кадионицама и црквеним звонима.
Године 1744. угарске власти су га због тога ухапсиле и затвориле у тамницу у граду Сибињ. Након тога је премештан у тамнице у Деви, Темишвару и Раабу, и на крају у тамницу Куфштајн у Тиролским планинама, где је изнурен патњама и мукама и умро.
Канонизован је 28. фебруара 1950. од стране Светог синода Румунске православне цркве што је потврдио и Свети архијерејски сабор Српске православне цркве, дана 14. јуна 1962.
Православна црква помиње Преподобног Васариона 21. октобра по јулијанском календару.